# Józef Teodorowicz
Józef Teofil Teodorowicz (ur. 25 lipca 1864 w Żywaczowie, zm. 4 grudnia 1938 we Lwowie) – polski duchowny katolicki, arcybiskup lwowski obrządku ormiańskiego w latach 1902–1938, teolog, polityk, poseł na Sejm Ustawodawczy, a następnie w latach 1922–1923 senator I kadencji w II RP.

## Życiorys
Urodził się w rodzinie szlacheckiej pochodzenia ormiańskiego, osiadłej od wieków w Polsce, jako syn Grzegorza Teodorowicza i Gertrudy z Ohanowiczów. Ukończył gimnazjum w Stanisławowie, po czym rozpoczął studia prawnicze na uniwersytecie w Czerniowcach na Bukowinie. W czasie studiów przeżył kryzys wiary. Po roku porzucił studia świeckie, wstępując do Seminarium Duchownego we Lwowie i na Uniwersytet Lwowski (wydział teologiczny).
2 stycznia 1887 przyjął święcenia kapłańskie z rąk arcybiskupa ormiańskokatolickiego Izaaka Mikołaja Isakowicza. Był kuratorem Zakładu dla Młodzieży im. dr. Józefa Torosiewicza we Lwowie, proboszczem w Brzeżanach, wikarym we Lwowie i Stanisławowie, a następnie kanonikiem gremialnym we Lwowie. Współpracował z ks. Adamem Stefanem Sapiehą. W 1901, po śmierci arcybiskupa Isakowicza, w wieku 37 lat został mianowany arcybiskupem lwowskim obrządku ormiańskiego.
Prowadził ożywioną działalność społeczną i polityczną. Był członkiem Ligi Narodowej. Działał w wielu organizacjach dobroczynnych. W okresie 1902–1918 był posłem do Sejmu Krajowego we Lwowie i Izby Panów w Wiedniu, gdzie bronił spraw polskich. W 1902 roku objął lwowską katedrę obrządku ormiańskiego. W 1905 jako jedyny biskup galicyjski zaangażował się w sprawę strajków szkolnych w Wielkopolsce. Podczas I wojny światowej wraz z arcybiskupem Bilczewskim chronił energicznie obywateli kraju od krzywd ze strony cywilnych i wojskowych okupacyjnych władz rosyjskich. We wrześniu 1914 został wybrany członkiem galicyjskiej C. K. Rady Szkolnej Krajowej. W 1917 na forum wiedeńskiej Izby Panów ogłosił, że celem Polaków jest restytucja integralnej Polski. Od początku listopada 1918 brał aktywny udział w pracach nad organizowaniem państwowości polskiej.
10 lutego 1919 wygłosił słynne kazanie w katedrze św. Jana w Warszawie na rozpoczęcie obrad Sejmu Ustawodawczego. Podkreślił w nim konieczność porzucenia spraw partykularnych i osobistych interesów na rzecz pracy dla dobra wspólnego w odradzającej się z zaborczych podziałów Polsce.
W 1920, kiedy ważyły się losy Śląska, pojechał wraz z biskupem Sapiehą do Rzymu, aby tam przedstawić sprawę polską papieżowi Benedyktowi XV, a w drodze powrotnej odczytami w Paryżu i Brukseli zwracał uwagę światowej opinii na żądania Polski.
W latach 1919–1922 był posłem niezależnym na Sejm Ustawodawczy i wiceprzewodniczącym klubu poselskiego Związku Ludowo-Narodowego. W 1920 skierowano wniosek do komisji sejmowej o pociągniecie go do odpowiedzialności za ujawnienie w Watykanie treści tajnych dokumentów, jakie powierzyło mu Ministerstwo Spraw Zagranicznych.  W latach 1922–1923 był senatorem z ramienia Stronnictwa Chrześcijańsko-Narodowego do chwili, gdy na polecenie Piusa XI zrezygnował z mandatu.
Położył olbrzymie zasługi dla archidiecezji lwowskiej obrządku ormiańskiego. Dbał o powołania kapłańskie, popierał oczyszczanie liturgii ormiańskiej z naleciałości łacińskich, a 30 maja 1937 przy udziale całego Episkopatu Polski i wiernych trzech obrządków uroczyści koronował cudowny obraz Matki Bożej Łaskawej z ormiańskiego kościoła parafialnego w Stanisławowie – najważniejszego sanktuarium maryjnego w archidiecezji ormiańskiej. W latach 1908–1930 olbrzymim wysiłkiem przeprowadził gruntowną renowację katedry ormiańskiej we Lwowie, którą Jan Henryk Rosen ozdobił słynnymi freskami, a Józef Mehoffer – mozaikami.

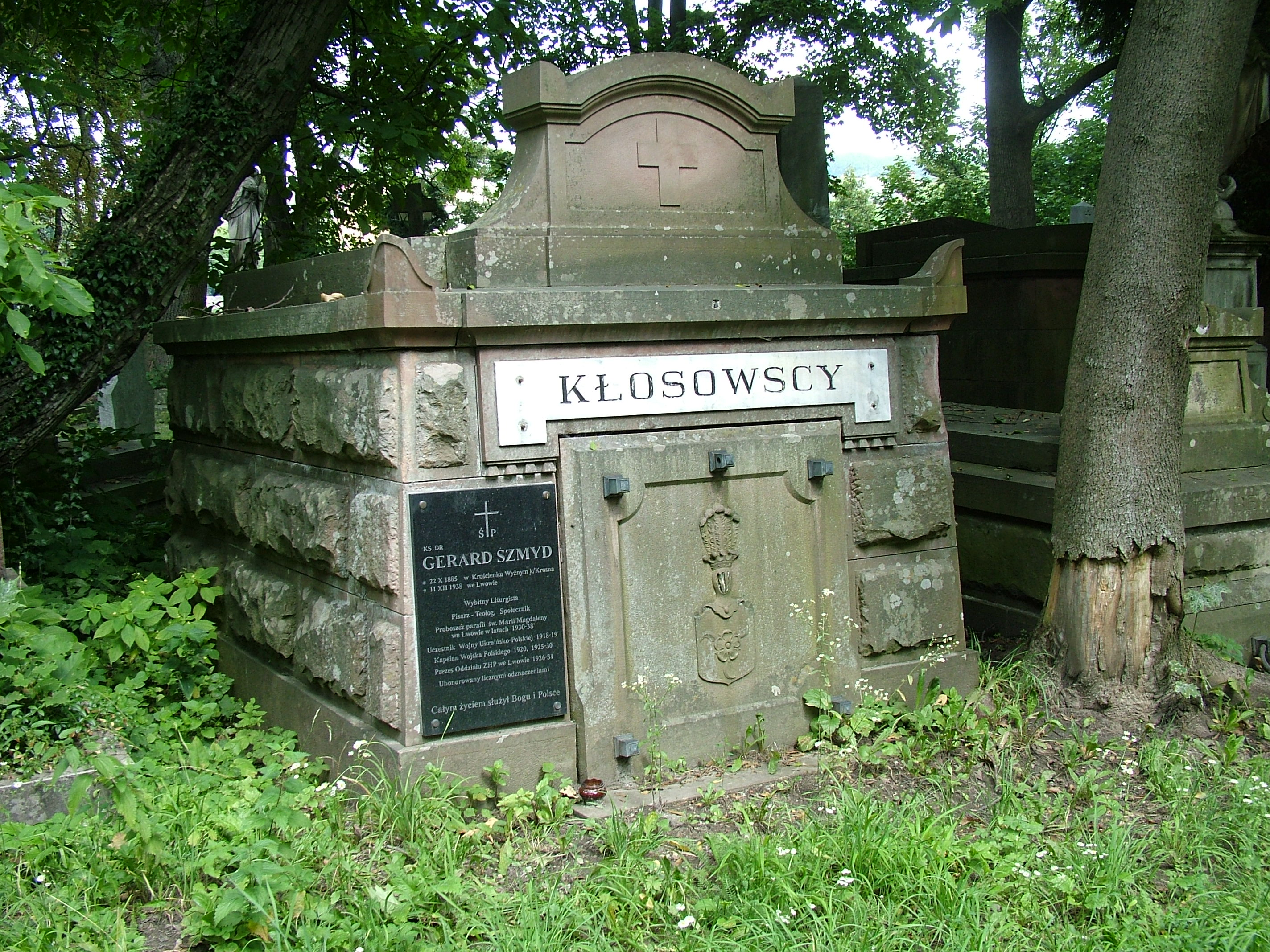
Grobowiec rodzinny Kłosowskich – pierwotne miejsce pochówku

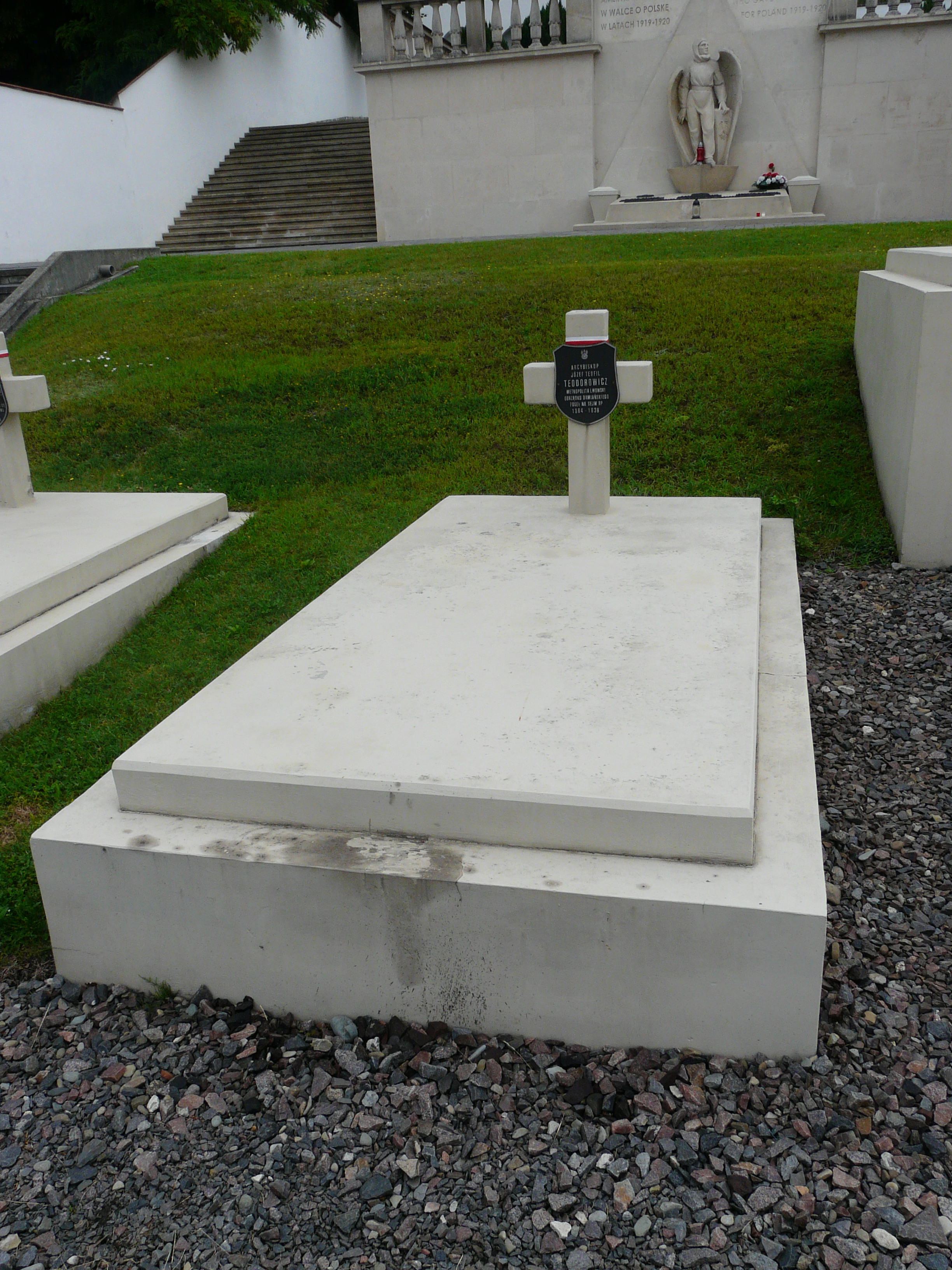
Grób abp. Teodorowicza od 2011

Zmarł 4 grudnia 1938 we Lwowie. Po jego śmierci, w uznaniu jego zasług dla Rzeczypospolitej, ogłoszono w całym kraju żałobę narodową. 9 grudnia 1938 po uroczystym pogrzebie został pochowany na Cmentarzu Obrońców Lwowa.

## Epilog
Po śmierci ciało arcybiskupa zostało zabalsamowane przez prof. dr. Tadeusza Marciniaka przy udziale dr. Wiktora Brossa, a serce zostało złożone w katedrze ormiańskiej, do czego przygotowano urnę z inskrypcją o treści „Serce J. E. Ks. Arcybiskupa Józefa Teodorowicza, który tak gorąco umiłowało Boga i Ojczyznę”.
W okresie Ukraińskiej SRR w trakcie profanacji i zrównywania z ziemią Cmentarza Obrońców Lwowa Maria Tereszczakówna (polska działaczka społeczna) wraz z grupą kilku innych osób, w celu ratowania szczątków polskich bohaterów pochowanych na tym cmentarzu przeniosła kilka ciał zasłużonych Polaków w inne miejsce pochówków w tym do grobowców w głębi Cmentarza Łyczakowskiego w tym szczątki Józefa Teodorowicza. Polska społeczność od 1991 roku czyniła starania o jego ekshumację z grobowca Kłosowskich (w grobie tym nadal spoczywa ks. Gerard Szmyd, którego szczątki zostały tutaj ukryte w latach 70. w podobnych okolicznościach) i powrót na Cmentarz Orląt, jednak Ukraińcy każdorazowo odmawiali, nawet wówczas gdy w 2009 roku włączyła się w te zabiegi polska organizacja państwowa Rada Ochrony Pamięci Walk i Męczeństwa. Dopiero jej sukcesywne dwuletnie dalsze prośby poskutkowały wyrażeniem zgody przez stronę ukraińską na ekshumację.
W dniu 7 czerwca 2011 r. szczątki ks. arcybiskupa Józefa Teodorowicza zostały z powrotem przeniesione do grobu na Cmentarzu Obrońców Lwowa. Uroczystościom powtórnego pochówku przewodniczył ordynariusz wiernych obrządku ormiańskiego w Polsce, kardynał Kazimierz Nycz.

## Upamiętnienie
- W 2007 r. w archiwum Fundacji Kultury i Dziedzictwa Ormian Polskich dokonano sensacyjnego odkrycia płyt decelitowych, zawierających nagrania kazań wielkopostnych głoszonych przez arcybiskupa Teodorowicza w marcu i kwietniu 1938 i transmitowanych przez Polskie Radio. Z pomocą specjalistów Fundacji udało się odczytać te nagrania. Zostały one następnie wydane w formie publikacji z płytą CD[20]. Pomnik-obelisk abp. Józefa Teodorowicza w Ryczeniu

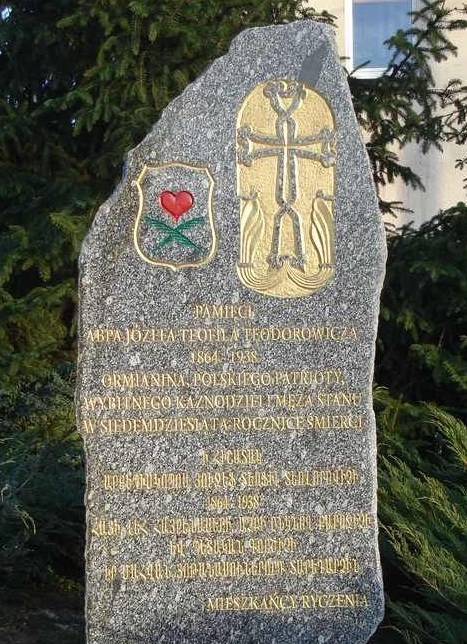
Pomnik-obelisk abp. Józefa Teodorowicza w Ryczeniu

- 26 października 2008 r. przy kościele w Ryczeniu z inicjatywy Marka Kubickiego i jego rodziny został ustawiony i odsłonięty kamienny obelisk dedykowany arcybiskupowi Teodorowiczowi[21].
- 4 grudnia 2008 r., w 70. rocznicę śmierci arcybiskupa Teodorowicza, Senat RP przyjął uchwałę[22] oddającą hołd „heroicznemu patriocie”, „uosabiającemu najlepsze tradycje Rzeczypospolitej”, a Fundacja Kultury i Dziedzictwa Ormian Polskich przygotowała wystawę „Wielki Zapomniany”[23].
- W 2008 r. powstaje film dokumentalny o arcybiskupie Teodorowiczu pt. "Ormiańskie serce dla Polski", w reżyserii Tadeusza Szymy[24].
- Cytat z kazania „O miłości Ojczyzny” autorstwa arcybiskupa Teodorowicza znalazł się na rewersie Medalu 100-lecia Odzyskania Niepodległości ustanowionego w maju 2018 r. przez Radę Ministrów.
- 9 lutego 2019 r., w rocznicę wygłoszenia słynnego kazania w warszawskiej katedrze, odsłonięto tablicę ku czci arcybiskupa Teodorowicza.[25].
- 25 listopada 2021 r., w Koszalinie nowej ulicy, usytuowanej w okolicy ulic Ignacego Jana Paderewskiego i Generała Józefa Hallera nadano nazwę - abp. Józefa Teodorowicza[26].

## Publikacje
- O miłości Ojczyzny, Katolickie Duszpasterstwo Polskie, Jerozolima 1944[27].
- Na przełomie. Przemówienia i kazania narodowe, Księgarnia Św. Wojciecha, 1923[28].

## Odznaczenia i wyróżnienia
- Wielka Wstęga Orderu Odrodzenia Polski (2 maja 1924)[29][30][31]
- Krzyż Komandorski z Gwiazdą Orderu Odrodzenia Polski[30]
- Doktorat honorowy teologii Uniwersytetu Lwowskiego (1902)[32].
- Honorowe obywatelstwo Lwowa (1927).
- Honorowe obywatelstwo Brzeżan (1897)[33].
- Filister honoris causa korporacji akademickiej Obotritia we Lwowie.
- W 1927 został wybity medal upamiętniający Józefa Teodorowicza, zaprojektowany przez Wojciecha Przedwojewskiego[34].